# The Rosary (film 1915)
The Rosary (conosciuto anche come The Two Devotions) è un film muto del 1915 diretto da Colin Campbell.
La sceneggiatura si basa sul lavoro teatrale The Rosary di Edward E. Rose che era andato in scena a Broadway il 24 ottobre 1910.

## Trama
In un piccolo villaggio irlandese, Brian Kelly lascia la fidanzata Madge perché si sente chiamato a diventare sacerdote. Dopo essere stato ordinato, parte per gli Stati Uniti. A New York, assiste un moribondo, Edward Wilton, e gli promette sul letto di morte di prendersi cura del giovane Bruce. Scoprirà che il ragazzo è il figlio di Madge. Lo fa studiare e andare all'università. Bruce diventa un agente di cambio di successo e fa edificare una chiesa per padre Kelly. Durante un viaggio nel West, il giovane sposa Vera Wallace, ignorando che Kenward Wright, il suo amico, ne è innamorato. Kenward vuole vendicarsi della coppia e Alice, la sorella di Vera, che è stata abbandonata da lui, gli promette di rivelargli i segreti finanziari del cognato se Kenward la sposerà. L'uomo provoca così la rovina di Bruce a Wall Street e Bruce, credendo che Vera lo abbia tradito, si dà al bere.
Sui gradini della chiesa di padre Kelly, Kenward restituisce l'onore a Vera. Bruce, prendendola per mano, entra con lei nella chiesa.

## Produzione
Il film fu prodotto dalla Selig Polyscope Company.

## Distribuzione
Distribuito dalla V-L-S-E, il film uscì nelle sale cinematografiche statunitensi il 28 giugno 1915.